# أوسكار بانيتسا

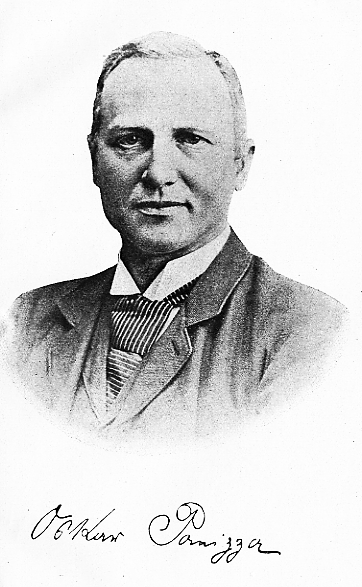
أوسكار بانيتسا

أوسكار بانيتسا (بالألمانية: Oskar Panizza)‏ Oskar Panizza (ولد في 12 نوفمبر 1853 في كيسنجن – ومات في 28 سبتمبر 1921 في بايرويت) هو أديب وكاتب ساخر وناشر ألماني.
يهاجم بانيتسا في كتاباته استبداد الدولة في عهد القيصر فيلهلم الثاني والكنيسة الكاثوليكية والتابوهات الجنسية والتصورات الأخلاقية البورجوازية. تحتل أعماله مكانة هامة ضمن ما يعرف بكتاب الحداثة في ميونخ، ورغم ذلك يتأرجح تصنيف أعماله بين حركتي الطبيعية والتعبيرية.
يتميز أسلوبه الأدبي بالتلقائية والوصف الخارجي والخروج على التعابير التقليدية، ويتشابه مع الأسلوب السائد في أواخر عصر التعبيرية، وقد أضاف إليه منذ عام 1893 نوعا من الكتابة المعتمدة على التأثير الصوتي. وقد استخدم بشكل كثيف اللغة الشكلية من الطبيعية. وتتجه معظم قصصه وقصائده نحو وصف الحياة الباطنية أو الداخلية للقاص والتي تختلف بشكل حاد عن الحياة الظاهرية أو الخارجية له. يستقي موضوعاته من تجاربه الذاتية.
أشهر أعماله مسرحية ساخرة نشرت عام 1894 بعنوان Das Liebeskonzil «المجلس الكنسي للحب»، ويسخر فيها بشكل غير مسبوق في تاريخ الأدب الألماني من الكنيسة الكاثوليكية. وبجانب ذلك العمل تقف قصص هامة له ذات أسلوب خارج عن المألوف، يربط فيها بين الواقعية والخيال.
كما أنه اشتغل بالنشر، فأصدر بين عامي 1897 و1900 صحيفة «نقاشات زيورخ» Zürcher Diskußjonen ، من خلالها يدافع عن الاعتقاد بالإلحاد والإيمان بالفردية.
أما إنتاجه الشعري فيعتبر في المقام الأول تعبيرا عن التمزق الروحي. وتعتبر قصائده الأولى تقليدا للنماذج الرومانتيكية، أما قصائده التعبيرية المنشورة عام 1899 بعنوان Parisjana فتشتمل على خروج على على التقاليد في الشكل والمضمون، اعتبرها معاصروه مادة جيدة لطبيب الأمراض العقلية.
نشأ بانيتسا نشأة متدنية، ودرس الطب وتخصص في طب الأعصاب وعمل في ذلك المجال فترة، ثم اتجه إلى الكتابة الأدبية. وحوكم عام 1895 بتهمة الزندقة والتجديف وزج به إلى السجن. ثم تخلى عن الجنسية الألمانية وخرج إلى المنفى في زيورخ، وطرد منها، فرحل إلى باريس. وبعد نشر آخر كتبه الشعرية Parisjana أصدرت الشرطة الألمانية إعلانا للقبض عليه بتهمة «سب القيصر» وتمت مصادره أمواله داخل ألمانيا. فعاد إلى ألمانيا وانتهى به الحال إلى مستشفى للأمراض العقلية، ومات فهي بعد 16 عاما، قائلا: «لقد عشت عبثا».
وباستثناء فرانك فيديكند يعتبر بانيتسا أكثر الكتاب في عهد القيصر فيلهلم الثاني استهدافا من قبل الرقابة، وأكثرهم تعرضا للمحاكمة والقضاء. فقد منعن معظم كتبه وصودرت بعد نشرها بوقت قصير، وكان يرفض السماح بعرض مسرحياته. ولم يعاد اكتشاف أعماله وتقديرها إلا في ستينات القرن العشرين ثم في الثمانينات من نفس القرن.

## روابط خارجية
- أوسكار بانيتسا على موقع IMDb (الإنجليزية)
- أوسكار بانيتسا على موقع ميوزك برينز (الإنجليزية)
- أوسكار بانيتسا على موقع قاعدة بيانات الفيلم (الإنجليزية)